# 杨照 (辽东总兵)
杨照（1524年—1563年），字明远，明朝将领，辽东都司广宁前屯卫（今辽宁省绥中省管县）人，辽东总兵杨镇之孙。历官前屯备御，古北口参将，密云副总兵等职，两次出任辽东总兵。曾率军抵抗入侵的蒙古部落，取得斩首800人的大捷，又主持修建了长达三百里的辽东边墙。嘉靖四十二年（1563年）阵亡，明廷追赠少保，左都督，谥忠壮，并在前屯修建了杨忠壮祠来纪念他。

## 生平

### 早年经历
嘉靖三年（1524年），杨照出生于辽东前屯的一个将门世家。最初袭父职为指挥使，任前屯备御，为官廉明勇敢。嘉靖三十二年（1553年）九月，与总兵赵国忠、参将李广等在狮子口出塞，追击入侵的蒙古部落有功，获赏银十两。同年，升为都指挥佥事，担任领兵游击，负责防御瑞昌堡一带，曾捉获敌军首领悖罗等5人，不久又升任古北口参将。嘉靖三十五年（1556年）十一月，升为密云副总兵。

### 初镇辽东
嘉靖三十六年（1557年）六月，辽东总兵罗文豸因为贪污被革职，明廷升杨照为都督佥事，接任辽东总兵。杨照刚刚到任，就有蒙古骑兵侵扰辽东。副总兵刘岳、游击李尚文等奋勇退敌立功，各升二级，总兵杨照也受赏银币。同年十月，蒙古部落大举进犯清河、辽阳一带，总兵杨照、副总兵刘岳率诸将分道出击，结果大获全胜，斩首800余级，又随即击退了入侵沈阳的敌军，因功升都督同知。嘉靖三十九年（1560年）冬天，蒙古兵又自东胜堡入境，向南直奔耀州堡，在海州、盖州等地大肆掳掠，杀掳居民6000余人，杨照督率各路军队堵截追剿，将敌人逐出边外。杨照看到蒙古屡次进犯辽东，遂修建了一道长达三百里的边墙，并在墙外挖掘壕沟，成为重要的边防设施。

### 革职复起
嘉靖四十年（1561年），蒙古人再次入侵辽东，杨照率部夜袭，斩首数百级。而辽东巡抚侯汝谅认为杨照暗算敌人的行为不正当，不肯给他报功，双方上疏互参，被兵科给事中王鹤弹劾，朝廷于是将二人一道革职。杨照去职不久，又重新担任前屯游击，嘉靖四十一年（1562年），辽阳副总兵黑春被建州女真首领王杲虐杀，明廷命杨照暂代其职。嘉靖四十二年（1563年），蒙古人进犯辽阳等地，杨照率兵迎击，追击至清河，大败敌军。不久，蒙古骑兵又进犯长安堡。杨照设下埋伏，击破敌军，斩首75级，缴获战马50匹。因为这两次战功，杨照头上的“代”字被去掉，升为实授辽阳副总兵。

### 再镇辽东
嘉靖四十二年（1563年）五月，明廷重新任命杨照为辽东总兵。八月，蒙古军逐渐在广宁的边境一带集结，为了先发制人，杨照与游击线补衮、郎得功等率领火枪兵从镇夷堡分路出发，主动迎击敌军，不幸中箭阵亡，线补衮等赶到后，斩首220多级，带着杨照的尸体撤退，明军牺牲50多人。杨照殉国后，辽东地区无论男女老幼都十分悲痛，明廷追赠少保，左都督，谥忠壮，并在前屯修建祠堂来纪念他。

## 轶事

### 刺字尽忠报国
杨照为人沉稳，多智谋，很得民心，被重新起用后，因为感激嘉靖帝的知遇之恩，在身前背后各刺有“尽忠报国”四字。每次出战，都抱定必死的决心，向家人交代好后事，所以能常常得胜。敌人十分害怕杨照，称其为“杨太师”。

### 被谋杀的传闻
杨照居官廉洁，在一把扇子上写下“冰清玉洁”四字以明志，出入都随身携带，大学士徐阶曾在奏疏中提到杨照因为清廉而招致不少官员的怨恨。朝鲜使臣许篈在日记中记载：前大同巡抚齐宗道住在广宁，聚敛了巨额财富，杨照背地里叫他“齐半城”。一次在辽东巡抚王之诰寿宴上，杨照以借军饷十万两为话头，讽刺其贪暴。于是齐宗道恨之入骨，重金买通了杨照的部将，在战斗中乘乱将他谋杀。

## 家庭
杨照的祖父杨镇，曾为辽东总兵。父杨维大，叔父杨维藩都官至游击。杨照死时年仅四十岁，因为平日清廉，又没有儿子，所以母亲陷入了贫困，巡抚王之诰向朝廷反映后，嘉靖帝特旨命每月给米三石，赡养杨照的母亲，以激励边疆的将士。

## 引用
1. ↑  《燕行录全集》第6册《朝天记》：“照生于嘉靖甲申。”
2. ↑  《明史稿·列传第七十》：“杨照，字明远，嗣职为前屯卫指挥使。”
3. ↑  《全辽志·卷四·人物志·将才》：“备御前屯，廉明勇敢。”
4. ↑  《大明世宗实录》卷402嘉靖三十二年九月：“总督蓟辽保定军务侍郎何栋奏：‘总兵赵国忠督参将李广，备御杨照于狮子口追虏出境，斩获五十级。国忠先以失事停俸戴罪，乞宥之，并录其功。’诏复国忠俸，仍赐白金四十两，广等十两。”
5. ↑  《明史稿·列传第七十》：“尝与参将李广追击出狮子口，有功。”
6. ↑  《全辽志·卷四·人物志·将才》：“嘉靖癸丑，钦赏银币，升都指挥佥事，充领兵游击，防御瑞昌堡，擒缚贼酋悖罗等五名，转古北口参将。”
7. ↑  《大明世宗实录》卷441嘉靖三十五年十一月：“丁丑，命分守蓟州古北口参将署都指挥佥事杨照充副总兵官，分守密云等处。”
8. ↑  《大明世宗实录》卷460嘉靖三十七年六月：“革辽东总兵罗文豸职，下御史问。升密云副总兵署都指挥佥事杨照为都督（佥事）代之。文豸坐贪污被劾故也。”
9. ↑  《明史稿·列传第七十》：“甫莅镇，寇入犯。副总兵刘岳、游击李尚文御之，斩获二百余级，照亦受赉。”
10. ↑  《大明世宗实录》卷462嘉靖三十七年闰七月：“虏犯辽东马根单堡等处，官军拒却之，擒斩二百十四人，夺马二百六十匹。守臣以闻，上以副总兵刘岳，游击李尚文首功，各升二级，赏总督王忬，总兵杨照，巡抚路可由银币。”
11. ↑  《大明世宗实录》卷465嘉靖三十七年十月：“东虏大举寇辽阳、清河等堡，总兵杨照，副总兵刘岳帅诸将守备申有爵等分道出击之，斩首八百级。时西虏以拥众沈阳边外，闻我兵既东，乘间深入二百里，照等闻变即驰赴之，虏见大军至，引去。”
12. ↑  《明史稿·列传第七十》：“三十九年……其冬，寇自东胜堡南趋耀州，转掠海、盖，杀掠六千余人，照督诸军御之。”
13. ↑  《燕行录全集》第6册《朝天记》：“自广宁东至海州卫，最为贼路相近之地，照命筑长墙凿沟子，延亘三百余里，迄今为重界，隐然成一金汤。”
14. ↑  《燕行录全集》第6册《朝天记》：“辛西年间，达贼入塞，照轻骑夜袭，捣其不备，贼方熟寐，遂擒斩数百，照报其功于巡抚都御史侯汝良（谅），汝良（谅）以为师出不正，不可用赏典。照争之不从，汝良（谅）自以其意具题本，奏下兵部。时尚书杨博以谓照亦必有说，姑置其本不覆，后四日照题本果至。”
15. ↑  《明史稿·列传第七十》：“照与巡抚侯汝谅互讦于朝，为给事中王鹤所劾，并解职。”
16. ↑  《大明世宗实录》卷495嘉靖四十年四月：“辽东总兵官杨照，巡抚都御史侯汝谅以私忿相攻讦，为兵科给事中王鹤所论，兵部请下按臣查勘，即将节年失事情罪一并分别从重参究，上从之，诏照及汝谅俱革任听勘。”
17. ↑  《全辽志·卷四·人物志·将才》：“以事去任，复荐充前屯游击。”
18. ↑  《大明世宗实录》卷510嘉靖四十一年六月：“辽东败，书闻。上以黑春奋勇力战，死事可悯，诏赠都督同知，荫子正千户世袭，立祠致祭。命兵部酌议代者……照姑以为事官摄副总兵。”
19. ↑  《明史稿·列传第七十》：“四十二年，寇犯辽阳，照击走之清河。未几，复犯长安堡，照设伏待之，而绕出其前，斩首七十五级，予实授。”
20. ↑  《大明世宗实录》卷521嘉靖四十二年五月：“命辽阳副总兵都督同知杨照充总兵官，镇守辽东。”
21. ↑  《大明世宗实录》卷524嘉靖四十二年八月：“虏聚众辽东广宁塞外，总兵杨照率游击线补衮、郎得功等选铳卒，由镇夷堡出塞，分道掩之。照夜行失道，离塞六十里，天明为虏所觉，中流矢死。补衮等驰至，力战搏虏，斩首二百二十余级，虏乃引去。补衮等以照尸还，亡失官军五十余人。”
22. ↑  《全辽志·卷四·人物志·将才》：“照既亡，虽深山穷谷，妇女老稚，无不悲思者。”
23. ↑  《全辽志·卷四·人物志·将才》：“照阵亡。事闻，赠少保左部都督，谥忠壮，荫一子指挥。赐祭葬，立祠。”
24. ↑  《全辽志·卷四·人物志·将才》：“照沈毅有谋，善知人，得其死力，尝于胸之前后刺‘尽忠报国’各四字。”
25. ↑  《万历野获编补遗》卷3《武臣刺背》：“嘉靖末年，用故将杨照为辽东总兵官，照感上知遇，涅‘尽忠报国’四字于背。”
26. ↑  《全辽志·卷四·人物志·将才》：“每出战，辄付家人以后事，故所向无敌，虏中咸以‘杨太师’呼之。”
27. ↑  《燕行录全集》第6册《朝天记》：“照代其任，持身清谨，不犯一毫，书‘冰清玉洁’四字于扇面以自随。”
28. ↑  《经世堂集》卷2《答辽东宣大边事》：“赖有总兵杨照，谋勇廉洁，人甚戴之，虏亦畏之，稍能支撑一二。后因照与管粮官，郎中等官节次讦奏革任，不惟朝廷不得照之用，而继照者，以照为戒，惟务苟全，遂致边务日费日坏。”
29. ↑  《燕行录全集》第6册《朝天记》：“都御史齐宗道以财雄于乡曲，恣为奸利，每散其私银贷于人，及期则督征苟刻，甚至脱其房室土田。照恒不平之，呼为‘齐半城’，言其家擅广宁城中一半也。王尚书之诰时为巡抚，一日以其生辰，大官咸集，其衙门设宴，宗道亦参焉。酒半……照曰：‘欲雇公十万两以为士卒之用。’盖讥之也，宗道俛首不能言。之诰徐解之曰：‘今日但饮酒乐耳，何论他事？’因此各不悦而散，宗道遂衔照入骨……阴贿其家将，令乘隙杀照。癸亥年，达子犯边，照领大军出讨，家将等说照请掩击，照然之，率家将十四人前往，死于中途，事出昏夜，众莫测其端倪。见其尸，颈骨正断，人谓达子伏于草间，用广镞箭以射，故如是，而事势甚可疑。”
30. ↑  《全辽志·卷四·人物志·将才》：“杨照，字明远，前屯卫指挥使，都督镇之孙。”
31. ↑  《乾隆大清一统志·卷四十四》：“杨维藩，照叔父，结发从父都督镇于行间，屡效首功，积官指挥佥事，擢广宁镇武营游击。”
32. ↑  《万历野获编补遗》卷3《武臣刺背》：“杨照……无子，有母，贫不免饥寒。巡抚王之诰以闻，上命月给米三石，复其家。此累朝旷典，然以励各边壮士不为过也。”